# Veines interlobaires
- 1. Pyramide rénale
- 2. Artères interlobulaires
- 3. Artère rénale
- 4. Veine rénale
- 5. Hile rénal
- 6. Pelvis rénal
- 7. Uretère
- 8. Calice mineur
- 9. Capsule rénal
- 10. Capsule rénale inférieure
- 11. Capsule rénale supérieure
- 12. Veine interlobaire
- 13. Néphron
- 14. Sinus rénal
- 15. Calice supérieur
- 16. Rénal papillaire
- 17. Colonne de Bertin

Les veines interlobaires sont des veines de la circulation rénale qui drainent les lobes rénaux. Elles naissent de la convergence des veines arquées et se drainent directement dans la veine rénale (on ne retrouve pas de veines segmentaires, contrairement aux artères).